# Robert Bodanzky
Robert Bodanzky, de son vrai nom Isidor Bodanskie (né le 20 mars 1879 à Vienne, mort le 2 novembre 1923 à Berlin) est un auteur d'opérettes et de chansons. Après la Première Guerre mondiale, il devient un militant de l'anarchisme et du communisme libertaire.

## Biographie
Robert Bodanzky est le fils des commerçants Carl Bodanskie et Hanna Feuchtwang. Les Bodanzky sont une famille juive assimilée à la culture allemande, mais elle est victime de la crise des années 1870 et de l'antisémitisme moderne en Allemagne et en Autriche.
Il quitte l'école sans faire d'études, comme le souhaitaient ses parents, cependant, comme son frère, il a la passion pour la musique et le théâtre. Son frère aîné Artur Bodanzky est violoniste et deviendra chef d'orchestre.
Après avoir essuyé des échecs pour être comédien, il se découvre metteur en scène et librettiste. Ses poèmes joyeux et satiriques sont appréciées par le public.
Il commence sa carrière de librettiste en 1906. Avec Fritz Grünbaum (de), il écrit Peter und Paul reisen ins Schlaraffenland, son premier livret. Il compose ensuite Phryne et Mitislaw der Moderne, joués au cabaret "Die Hölle". Il coécrit principalement avec Leopold Jacobson et Alfred Maria Willner. Avec eux, il fera une trentaine d'œuvres pour différents compositeurs : Leo Ascher, Ralph Benatzky, Heinrich Berté, Edmund Eysler (Phryne 1906), Richard Fall et Leo Fall, Jean Gilbert, Bruno Bernhard Granichstaedten, Emmerich Kálmán (Ein Herbstmanöver 1909), Walter Kollo, Franz Lehár (Le Comte de Luxembourg 1909, Amour Tzigane (de) 1910, Endlich allein 1914), Robert Stolz, Oscar Straus, Carl Michael Ziehrer,...
À la fin de cette période de sa vie, il rencontre Malva Goldschmied, une cousine du compositeur Arnold Schönberg qui devient sa femme.
Malgré son succès, Bodanzky éprouve de la fatigue. Sa présence et son expérience de la Première Guerre mondiale accroissent l'insatisfaction de son travail et son attitude antipatriotique et antimilitariste. Il refuse d'écrire des chansons et des opérettes guerrières et critique ouvertement ces œuvres et leurs auteurs comme Princesse Czardas ou Ernst Lissauer.
Lors du déclenchement de la Première Guerre mondiale, il est en contact avec le bellicisme et les atrocités de la guerre. Bodanzky se radicalise. Il est un militant politique et son opinion se rapproche de plus en plus de l'antimilitarisme, du pacifisme et de l'anarchisme. Son refus du patriotisme le rend pauvre.
Début 1917, il rencontre Pierre Ramus, entre eux commence une très grande amitié. Il assiste aux réunions de soutien à Ramus après ses arrestations.
Après la chute de la monarchie, il appuie la nouvelle république, tout en la trouvant pas assez démocratique, considérant le parlementarisme comme une "selle de cheval" sur le dos du peuple pour que monte sur lui le capital et l'élite. Avec Ramus, il fonde un groupe anarchiste, "Bund herrschaftsloser Sozialisten", et appelle au boycott des élections. Il rejoint le mouvement anarchiste-communiste-socialiste. Il publie de la poésie révolutionnaire et des essais politiques dans le magazine fondé par Ramus, Erkenntnis und Befreiung (de).
Bodanzky fait un lien entre l'anarchisme et l'Âge Apostolique et s'inspire d'Emmanuel Kant pour le définir comme "le droit et la liberté sans la violence". Il se voit aussi comme un fervent adversaire du terrorisme et du nihilisme, prenant encore Jésus Christ pour référence. Il apporte une critique antitotalitaire des régimes communistes en Russie et en Hongrie en raison de leur violence et la question de la liberté.
Les difficultés financières le forcent à déménager à Berlin en 1922, cependant sa situation ne s'améliore pas. Bodanzky est diabétique et souffre d'une maladie pulmonaire. Il meurt une semaine avant le retour à Vienne qu'il avait prévu.

## Œuvre
- Mitislaw der Moderne, 1907, (avec Fritz Grünbaum, musique: Franz Lehár, parodie de Die lustige Witwe)
- Der Liebeswalzer, 1908 (avec Fritz Grünbaum)
- Le Comte de Luxembourg, 1909 (avec Alfred Maria Willner), opérette de Franz Lehár
- Eva (avec Alfred Maria Willner), opérette de Franz Lehár
- Casimirs Himmelfahrt, 1911 (avec Alfred Maria Willner), opérette de Bruno Granichstaedten
- Auf Befehl der Kaiserin, 1915 (avec Leopold Jacobson), opérette de Bruno Granichstaedten